# Щеглов, Иван Васильевич
Иван Васильевич Щеглов (1855 — 25 мая (6 июня) 1884) — российский историк и педагог, географ.

## Биография
Иван Щеглов получив первоначальное образование на родине. В 1873 году поступил на историко-филологический факультет Императорского Санкт-Петербургского университета. Не окончив курса, он получил место учителя географии в Енисейской прогимназии (с 1876). Затем работал учителем в Красноярске, Иркутске (с 1881) и Троицкосавске (с июля 1883).
Занимался специально историей Сибири; напечатал очень важное пособие: «Хронологический перечень важнейших данных из истории Сибири 1032—1882 г.» (Иркутск, 1883) и ряд рецензий.
Сотрудничал в газетах «Сибирь» и «Восточное обозрение».

## Избранная библиография
- «Хронологический перечень важнейших данных из истории Сибири 1032—1882 г.» (Иркутск, 1883)
- «Материалы для истории Астраханского края» (две заметки в «Астраханском Справочном Листке», (1872 г., № 85, и 1873 г., № 16)
- «Некоторые исторические сведения об Иркутской губернской гимназии, собранные И. В. Щегловым», Иркутск, 1881 год)
- «В защиту 26 октября 1581 года» (исследование по поводу недоразумения о времени празднования 300-летия покорения Сибири, Иркутск, 1881).